# Sara Andersson
Sara Paulina Andersson (* 13. Januar 2003 in Mora, Dalarnas län) ist eine schwedische Biathletin und Skilangläuferin. Sie ist zweifache Juniorenweltmeisterin und gab 2023 ihr Debüt im Biathlon-Weltcup.

## Sportliche Laufbahn

### Skilanglauf
Anderssons internationale Karriere im Skilanglauf begann im Sommer 2019 bei Rollerskimeisterschaften auf Juniorenebene im lettischen Madona. In den Folgejahren nahm sie ausschließlich an Juniorenwettkämpfen in ihrem Heimatland teil, im Februar 2020 war sie dort in einem Sprintrennen siegreich. 2020 und 2021 bestritt die Schwedin auch einige FIS-Rennen, im März 2022 gewann sie die Silbermedaille bei den nationalen Juniorenmeisterschaften im Skilanglauf und musste sich nur Märta Rosenberg um 1,5 Sekunden geschlagen geben.

### Biathlon
Erste internationale Erfahrungen sammelte Sara Andersson bei den Jugendweltmeisterschaften 2019, im Folgejahr nahm sie einzig an den Junioreneuropameisterschaften teil. Bei den Olympischen Jugendspielen verliefen die Einzelrennen nicht zufriedenstellend, in der Single-Mixed-Staffel gewann sie an der Seite von Oscar Andersson allerdings Bronze. Zu Beginn der Saison 2020/21 gab sie als gerade 18-jährige ihr Debüt im IBU-Cup und lief am Arber schon in ihrem zweiten Wettkampf auf den sechsten Rang im Sprint. Bei den Jugendweltmeisterschaften 2021 verpasste die Schwedin in Einzel und Verfolgung eine Medaille knapp, den Sprint schloss sie als Neunte ab. Im Winter 2021/22 startete Andersson durchgehend im IBU-Cup. In Sjusjøen verpasste sie ihr erstes Podest als Vierte noch knapp, auch in Osrblie sprang ein fünfter Rang heraus. Der erste Podiumsplatz folgte an selber Stelle, im Verfolger musste sie sich nur Jewgenija Burtassowa geschlagen geben. Das Saisonende verlief hervorragend, bei der Jugend-WM gewann Andersson Gold im Einzel und Bronze in der Verfolgung. Auch beim Olympischen Jugendfestival war sie mit der Goldmedaille im Sprint und Silber im Einzel sehr erfolgreich.
Auch der Winter 2022/23 verlief für Andersson erfolgreich, im Großteil der Wettkämpfe resultierten Top-20-Ergebnisse und mit der Mixedstaffel um Anton Ivarsson, Oskar Brandt und Felicia Lindqvist ging es einmal auf das Podest. Im Einzel von Ruhpolding hätte die Schwedin ihr Weltcupdebüt geben sollen, trat das Rennen aber nicht an. Nach den Juniorenweltmeisterschaften, die mit einer Bronzemedaille endeten, kam zum Saisonfinale in Oslo doch noch der Weltcupeinstand, Andersson traf im Sprint alle zehn Scheiben und klassierte sich als 31. sofort in den Punkterängen. Zu Beginn der Folgesaison startete sie zunächst im IBU-Cup; nachdem sie dort aber in kürzester Zeit zwei Podestplätze erreicht hatte, war sie schon in Hochfilzen wieder Teil des Weltcupkaders. Im Laufe der Saison gelang es Andersson sechsmal, Weltcuppunkte zu gewinnen, dabei erzielte sie ihr bestes Resultat in Ruhpolding mit Rang 16 im Sprint. Trotzdem bekam die Schwedin keinen Startplatz für die WM, sondern startete bei den Europameisterschaften, wo sie gemeinsam mit Anton Ivarsson recht überraschend die Single-Mixed-Staffel gewinnen konnte. Dabei profitierte Andersson beim letzten Schießdurchgang von einer Strafrunde der Norwegerin Emilie Kalkenberg. Auch bei der Junioren-WM war die 21-Jährige wieder am Start und gewann im Sprint dank Laufbestzeit ebenfalls die Goldmedaille.
Im ersten Staffelrennen der Saison 2024/25 in Kontiolahti wurde Andersson erstmals in einer Weltcupstaffel eingesetzt. An zweiter Position laufend, schoss sie zwar im Stehendanschlag eine Strafrunde, konnte den Wettkampf an der Seite von Anna Magnusson, Hanna und Elvira Öberg aber trotzdem auf Anhieb gewinnen. Am gleichen Wettkampfort gelangen ihr außerdem in Massenstart, Einzel und Sprint die Ränge 13, 12 und 7, ihre bis dahin mit Abstand besten Weltcupergebnisse in Individualrennen. Nach dem Jahreswechsel litt die Schwedin an den Folgen einer Erkältung, konnte im Januar keinen Wettkampf bestreiten und verpasste daher auch die Weltmeisterschaften. Anderssons letzte Juniorenweltmeisterschaften in ihrer Heimat Östersund endeten mit dem Gewinn der Goldmedaille im Massenstart sowie Silber im Sprint (hinter Anna Andexer) erfolgreich.

## Persönliches
Andersson stammt aus Mora und betrieb in ihrer Jugend verschiedene andere Sportarten wie Fußball oder Leichtathletik. Andersson hat zwei ältere Brüder, wovon Joel als Skilangläufer am erfolgreichsten ist und unter anderem 2023 einen 54. Rang beim Wasalauf erreichte.

## Statistiken

### Weltcupsiege
| Nr. | Datum        | Ort         | Disziplin |
| --- | ------------ | ----------- | --------- |
| 1.  | 1. Dez. 2024 | Kontiolahti | Staffel 1 |

### Weltcupplatzierungen
Die Tabelle zeigt alle Platzierungen (je nach Austragungsjahr einschließlich Olympische Spiele und Weltmeisterschaften).
- 1.–3. Platz: Anzahl der Podiumsplatzierungen
- Top 10: Anzahl der Platzierungen unter den ersten zehn (einschließlich Podium)
- Punkteränge: Anzahl der Platzierungen innerhalb der Punkteränge (einschließlich Podium und Top 10)
- Starts: Anzahl gelaufener Rennen in der jeweiligen Disziplin
- Staffel: inklusive Mixed- und Single-Mixed-Staffeln

| Platzierung               | Einzel | Sprint | Verfolgung | Massenstart | Staffel | Gesamt |
| ------------------------- | ------ | ------ | ---------- | ----------- | ------- | ------ |
| 1. Platz                  |        |        |            |             | 1       | 1      |
| 2. Platz                  |        |        |            |             |         |        |
| 3. Platz                  |        |        |            |             |         |        |
| Top 10                    |        | 1      |            |             | 2       | 3      |
| Punkteränge               | 2      | 8      | 4          | 2           | 2       | 18     |
| Starts                    | 3      | 11     | 7          | 2           | 2       | 25     |
| Stand: Saisonende 2024/25 |        |        |            |             |         |        |

### Weltcupwertungen

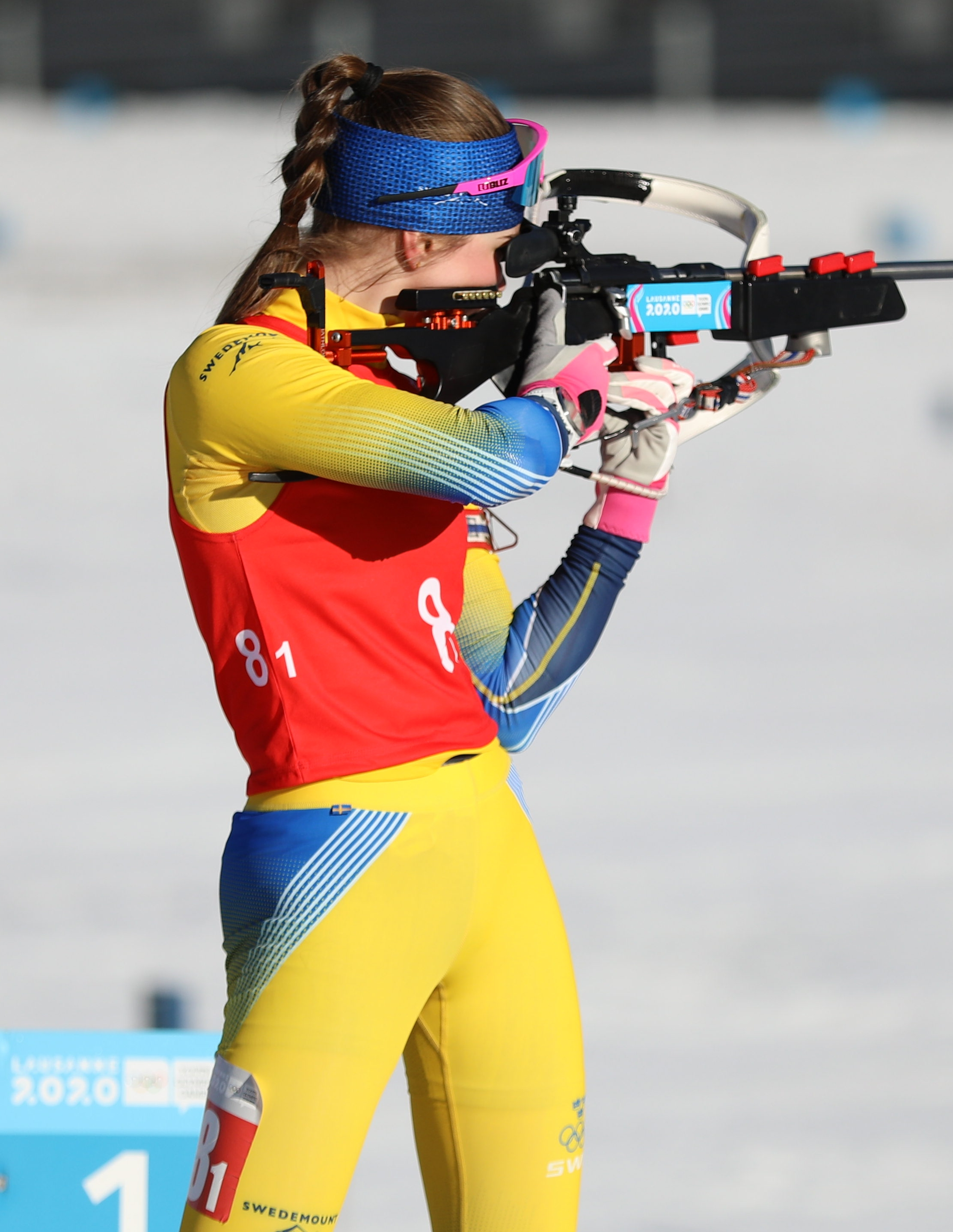
Andersson beim Stehendschießen während der Olympischen Jugendspiele 2020

Ergebnisse bei Weltcups (Disziplinen- und Gesamtweltcup) gemäß Punktesystem.
| Saison  | Einzel | Einzel | Sprint | Sprint | Verfolgung | Verfolgung | Massenstart | Massenstart | Gesamt | Gesamt |
| Saison  | Platz  | Punkte | Platz  | Punkte | Platz      | Punkte     | Platz       | Punkte      | Platz  | Punkte |
| ------- | ------ | ------ | ------ | ------ | ---------- | ---------- | ----------- | ----------- | ------ | ------ |
| 2022/23 | –      | –      | 66.    | 10     | –          | –          | –           | –           | 79.    | 10     |
| 2023/24 | 61.    | 8      | 42.    | 50     | 60.        | 16         | –           | –           | 49.    | 74     |
| 2024/25 | 37.    | 29     | 32.    | 83     | 47.        | 29         | 26.         | 58          | 37.    | 199    |

### Jugend-/Juniorenweltmeisterschaften (Biathlon)
Andersson nahm bis 2022 an den Jugend-, ab 2023 an den Juniorenwettkämpfen teil.
| Weltmeisterschaften | Weltmeisterschaften | Einzelwettbewerbe | Einzelwettbewerbe | Einzelwettbewerbe | Einzelwettbewerbe | Staffelwettbewerbe | Staffelwettbewerbe |
| Jahr                | Ort                 | Einzel            | Sprint            | Verfolgung        | Massenstart 60    | Damenstaffel       | Mixedstaffel       |
| ------------------- | ------------------- | ----------------- | ----------------- | ----------------- | ----------------- | ------------------ | ------------------ |
| 2019                | Osrblie             | 23.               | 65.               | –                 | nicht ausgetragen | 16.                | nicht ausgetragen  |
| 2021                | Obertilliach        | 4.                | 9.                | 5.                | nicht ausgetragen | 11. (Junioren)     | nicht ausgetragen  |
| 2022                | Soldier Hollow      | 1.                | 8.                | 3.                | nicht ausgetragen | 6. (Junioren)      | nicht ausgetragen  |
| 2023                | Schtschutschinsk    | 6.                | 3.                | 8.                | nicht ausgetragen | 6.                 | 5.                 |
| 2024                | Otepää              | 15.               | 1.                | nicht ausgetragen | 4.                | 14.                | 9.                 |
| 2025                | Östersund           | 13.               | 2.                | nicht ausgetragen | 1.                | –                  | 7.                 |